# Enriquillo

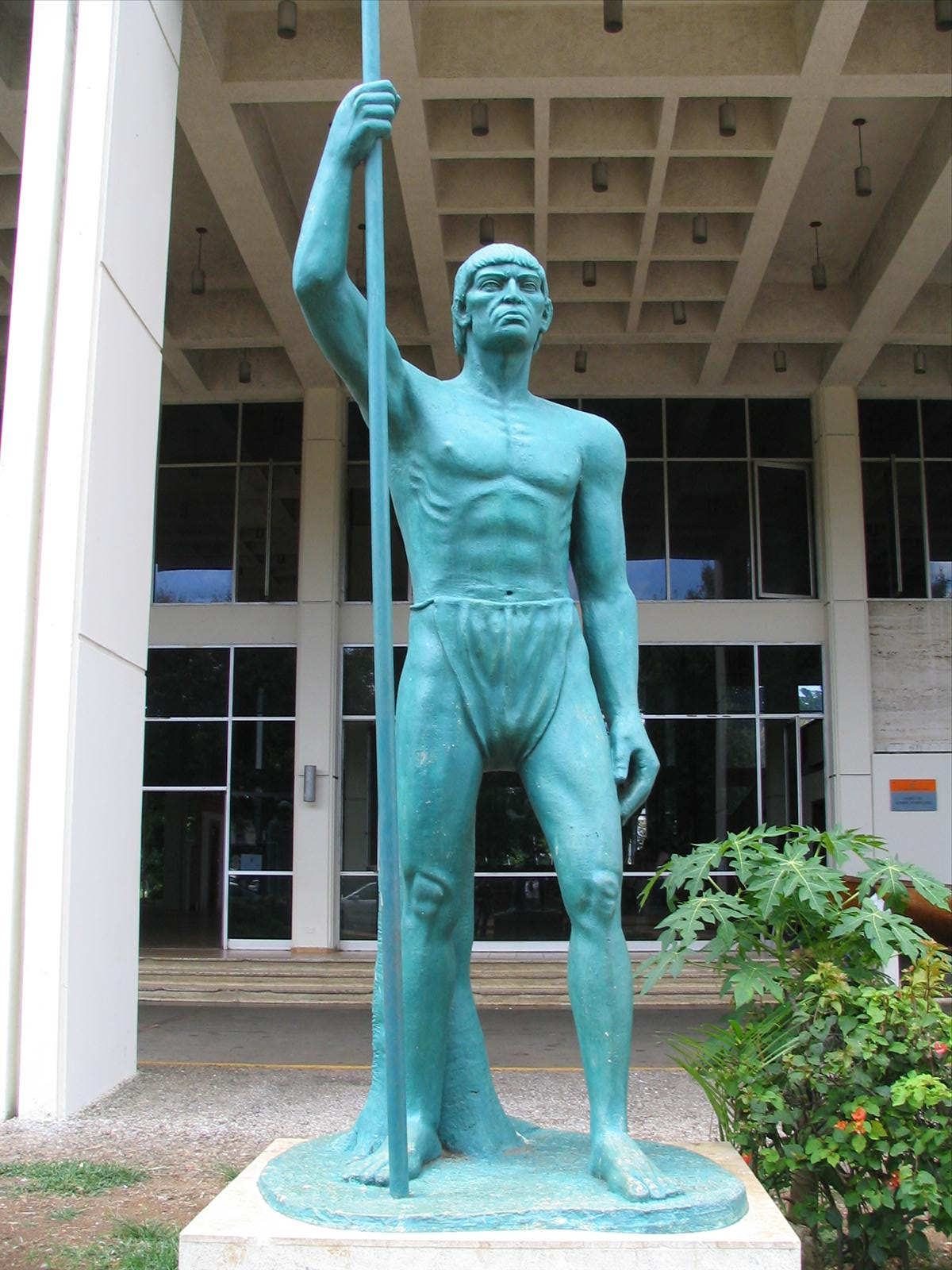
Statue Enriquillos in Santo Domingo

Enriquillo war Anfang des 16. Jahrhunderts ein berühmter Häuptling der Taíno-Indianer auf Hispaniola. Der Sohn eines Taino-Häuptlings wurde nach der Ermordung des Vaters durch spanische Eroberer von Franziskanern adoptiert, die nach seiner Konversion zum Katholischen Glauben den ursprünglichen Namen Guarocuya in Enriquillo änderten.
Ein Streit über die Frage, ob der „Besitzer“ der praktisch wie leibeigene Sklaven lebenden Dorfbewohner Enriquillos Ehefrau Mencia missbraucht habe, eskalierte und veranlasste Enriquillo gegen 1520 zur Rebellion gegen die spanischen Besatzer. In den zerklüfteten Bergen von Bahoruco, wohin sich die Rebellen zurückgezogen hatten, verteidigten sie sich erfolgreich gegen die Spanier, deren Anführer Francisco de Valanzuela sogar in Gefangenschaft geriet und nur dank der Fürsprache Enriquillos überlebte. Unter der Führung Enriquillos konnten die Rebellen alle Angriffe der Spanier zurückschlagen und so auch ungünstige Friedensangebote der Besatzer, die unter anderem auch von einem seiner ehemaligen Lehrer bei den Franziskanern übermittelt wurden, zurückweisen.
1532 wurden 200 schwer bewaffnete Männer unter dem Kommando von Francisco de Barrionuevo gegen die Taino geschickt. 1533 trafen sich die Abordnungen Barrionuevo mit 30 Soldaten, zwei Priestern und 30 Taino (unter denen Enriquillo war), um über Frieden zu verhandeln. Dieses Treffen fand am heute Lago Enriquillo benannten Salzwassersee statt. Die Parteien einigten sich auf einen Friedensvertrag mit den Kernpunkten: Abschaffung der faktischen Sklaverei und Freiheit und Landbesitz für die Taino. Das spanische Königshaus akzeptierte und respektierte den Vertrag, genehmigte die Rücksiedlung der Taino und bot diesen Vieh und Saatgut. Enriquillo starb friedlich ein Jahr nach der Unterzeichnung des Vertrages. Seine Frau Mencia organisierte den Bau einer Kirche, in der seine Überreste bestattet wurden.
Durch eingeschleppte Seuchen und Krankheiten starben die damals verbliebenen 4000 Taino jedoch – am Ende des 16. Jahrhunderts war der Stamm laut Berichten aus der damaligen Zeit, ausgestorben.
Nachdem sich aber heutzutage noch Menschen in der Karibik zu den Taíno bekennen und ihr Erbe beanspruchen, wurde aus dem Zahn einer 1000 Jahre alten Taíno Frau von den Bahamas DNA Genome identifiziert und erfolgreich mit Puerto-Ricanern verglichen. Der Studie von Joshua G. Schraiber und Hannes Schroeder zufolge sind moderne Puerto-Ricaner zumindest teilweise abstammend von den Taíno, was die lange unterdrückte Identität des Volkes wieder auftauchen lässt.